# Protogygia demutabilis
Protogygia demutabilis är en fjärilsart som beskrevs av Smith 1893. Protogygia demutabilis ingår i släktet Protogygia och familjen nattflyn. Inga underarter finns listade i Catalogue of Life.